# XpressMusic
Vous pouvez aider à l'améliorer ou bien discuter des problèmes sur sa page de discussion.
- Il ne s’appuie pas, ou pas assez, sur des sources secondaires ou tertiaires. (Marqué depuis septembre 2019)
- La traduction doit être revue. Le contenu est difficilement compréhensible à cause d’erreurs de traduction, peut-être dues à l’utilisation d’un logiciel de traduction automatique. (Marqué depuis septembre 2019)

- Archive Wikiwix
- Bing
- Cairn
- DuckDuckGo
- E. Universalis
- Gallica
- Google
- G. Books
- G. News
- G. Scholar
- Persée
- Qwant
- (zh) Baidu
- (ru) Yandex
- (wd) trouver des œuvres sur Wikidata

XpressMusic est une gamme de téléphones mobiles Nokia spécialement conçus pour la lecture de musique. Tous les combinés XpressMusic étaient fabriqués avec des emplacements mémoire MicroSD extensibles et des touches de musique dédiées, de sorte que ces téléphones pouvaient également être utilisés comme lecteurs MP3. La gamme XpressMusic était lancée en septembre 2006 pour concurrencer la série Walkman de Sony Ericsson. À l'exception d'un seul appareil, tous les modèles XpressMusic appartenaient à la série 5000.
En septembre 2009, les portables Nokia X3-00 et X6-00 étaient annoncées, qui font partie du Xseries, le successeur de la marque XpressMusic.[réf. nécessaire]

## Produits
| Modèle | Date annoncée                           | Plate-forme             | Facteur de forme                        | Écran              | Réseaux                                              | Carte mémoire (taille maximale) |
| ------ | --------------------------------------- | ----------------------- | --------------------------------------- | ------------------ | ---------------------------------------------------- | ------------------------------- |
| 3250   | 27 septembre 2006 (version XpressMusic) | S60 (troisième édition) | Barre de bonbons avec clavier torsadant | 176 × 208 (18-bit) | GSM / (E)GPRS (2G)                                   | MicroSD (2 gigioctets)          |
| 5300   | 27 septembre 2006                       | S40 (troisième édition) | Curseur                                 | 240 × 320 (18-bit) | GSM / (E)GPRS (2G)                                   | MicroSD (2 gigioctets)          |
| 5700   | 29 mars 2007                            | S60 (troisième édition) | Barre de bonbons avec clavier torsadant | 240 × 320 (24-bit) | GSM / (E)GPRS (2G)                                   | MicroSD (2 gigioctets)          |
| 5310   | 29 août 2007                            | S40 (cinquième édition) | Barre de bonbons                        | 240 × 320 (24-bit) | GSM / (E)GPRS (2G)                                   | MicroSDHC (2 gigioctets)        |
| 5610   | 29 août 2007                            | S40 (cinquième édition) | Curseur                                 | 240 × 320 (24-bit) | GSM / (E)GPRS (2G) W-CDMA (3G)                       | MicroSDHC (4 gigioctets)        |
| 5220   | 22 avril 2008                           | S40 (cinquième édition) | Barre de bonbons                        | 240 × 320 (18-bit) | GSM / (E)GPRS (2G)                                   | MicroSDHC (8 gigioctets)        |
| 5320   | 22 avril 2008                           | S60 (troisième édition) | Barre de bonbons                        | 240 × 320 (24-bit) | GSM / (E)GPRS (2G) W-CDMA / HSPA (3G)                | MicroSDHC (16 gigioctets)       |
| 5800   | 2 octobre 2008                          | S40 (cinquième édition) | Ardoise avec écran tactile              | 360 × 640 (24-bit) | GSM / (E)GPRS (2G) W-CDMA / HSPA (3G) Wi-Fi          | MicroSDHC (16 gigioctets)       |
| 5130   | 4 novembre 2008                         | S40 (cinquième édition) | Barre de bonbons                        | 240 × 320 (18-bit) | GSM / (E)GPRS (2G)                                   | MicroSDHC (16 gigioctets)       |
| 5630   | 10 février 2009                         | S60 (troisième édition) | Barre de bonbons                        | 240 × 320 (24-bit) | GSM / (E)GPRS (2G) W-CDMA / HSPA (3G) Wi-Fi          | MicroSDHC (16 gigioctets)       |
| 5330   | 11 mars 2009                            | S40 (cinquième édition) | Curseur                                 | 240 × 320 (24-bit) | GSM / (E)GPRS (2G)                                   | MicroSDHC (16 gigioctets)       |
| 5730   | 11 mars 2009                            | S60 (troisième édition) | Barre de bonbons avec clavier AZERTY    | 240 × 320 (24-bit) | GSM / (E)GPRS (2G) W-CDMA / HSDPA / HSUPA (3G) Wi-Fi | MicroSDHC (32 gigioctets)       |
| 5530   | 15 juin 2009                            | S60 (cinquième édition) | Ardoise avec écran tactile              | 360 × 640 (24-bit) | GSM / (E)GPRS (2G) Wi-Fi                             | MicroSDHC (16 gigioctets)       |

## Histoire

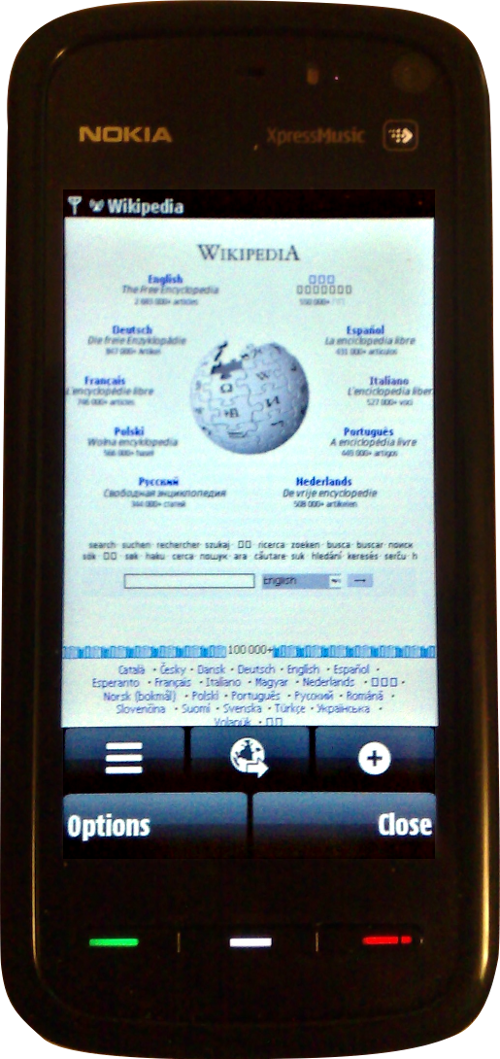
Un téléphone Nokia 5800 avec son navigateur Web sur l'accueil central de Wikipédia

La gamme originale XpressMusic était annoncée le 27 septembre 2006, composé de la barre de bonbons Nokia 3250 XpressMusic (un Nokia 3250 remanié) et le curseur Nokia 5300 XpressMusic. Un autre curseur similaire à 5300 était également lancé appelé Nokia 5200, mais celui-ci n'est pas avec la marque XpressMusic. Ils étaient publiés pour la première fois avant la fin de l'année 2006.
La gamme 2009 a commence avec le 5800, l'un des deux nouveaux téléphones (l'autre étant la portable N97) pour utiliser le nouveau S60 à base tactile, probablement conçu pour répondre à la popularité croissante des téléphones à écran tactile sur le marché. Cependant, Nokia a utilisé l'écran tactile résistif au lieu de l'écran tactile capacitif pour attirer le marché mondial. Dans cette technologie, la taction est enregistrée lorsque deux couches minces de l'écran sont poussées ensemble sous le doigt. Le 5800 (surnommé le Tube) était également équipé d'un appareil photo de 3,2 mégapixels avec technologie Carl Zeiss. Outre le 5130 et le moins connu 5330, le reste de la gamme sont des téléphones 3G utilisant le logiciel Symbian S60, comme les téléphones Nseries de l'époque. Bien qu'il fasse partie de la série XpressMusic, le 5800 combine également de nombreuses fonctionnalités standard des smartphones.